# 에스팀
(주)에스팀은 모델뿐 아니라 디자이너, 아티스트, 엔터테이너, 그리고 국내 최초로 인플루언서 매니지먼트 영역으로까지 사업을 확대해 가며 패션, 뷰티 및 라이프스타일 분야에서 새로운 트렌드를 만들어 가고 있는 No.1 크리에이티브 기업으로 자리매김하고 있다. 모델, 엔터테이너, 아티스트 및 다양한 분야의 인플루언서 등 약 400여명의 각기 다른 매력의 아티스트를 보유하고 있으며, 그들과 함께 광고, 마케팅, 브랜드 콜라보레이션 기획은 물론, 패션쇼, 전시회, 컬쳐 프로젝트 등의 다양한 이벤트를 기획하여 선보이고 있다. 또한, 최근에는 음악, 영화, 방송 프로그램 및 뉴미디어 콘텐츠 제작에 있어서도 활약하고 있다. 2025년 주관사를 한국투자증권으로 상장을 준비중이다.

## 연혁
에스팀(대표 김소연)은 2004년 글로벌 브랜드 패션쇼 및 전시 기획을 담당하는 패션 이벤트 기획과 장윤주, 송경아, 지현정, 송경아 등 당시 8명의 탑 모델 매니지먼트 에이전시로 출발했다.
모델 매니지먼트 분야에서 에스팀은 2005년 프라다, 미우미우, 샤넬, 루이비통 등 세계 4대 패션위크 및 패션 뷰티 브랜드 캠페인을 장악하며, 송경아, 수주, 곽지영, 박지혜, 노마한 등 글로벌 모델을 탄생시켰다. 이후 국내 주요 매거진은 물론 영국, 뉴욕, 홍콩, 대만 등 해외 주요 매거진 커버를 장식하는 등 세계적으로 얼굴을 알리며 글로벌 모델 에이전시로서 확고히 자리매김하기 시작한다.
2006년부터는 모델뿐만 아니라, 도서, 음반 발매, DJ까지 각각의 탤런트를 발굴하여 아티스트로서 면모를 드러낼 수 있도록 활동 영역을 확장시켰다. 그 결과 송경아의 ‘뉴욕을 훔치다’, 장윤주의 ‘스타일 북’은 패션 스타일 부문 베스트셀러에 오르기도 했다.
2008년에는 톱 모델 매니지먼트와 신규 모델을 발굴하기 위해 패션 전문 아카데미 ‘이스튜디오’를 오픈 했다. 전문 강사진들과 체계적인 커리큘럼을 도입해 국내 굴지의 탑 모델 양성에 앞장섰다.
또한 에스팀은 모델 에이전시 최초 방송국과 국내 패션 프로그램을 공동 제작해 서바이벌 오디션 바람을 불러 일으켰다. 2008년 11월 첫 방송 된 모델 육성 프로그램 <아이 엠 어 모델>은 시즌 3까지 이어질 정도로 화제를 모았으며, 이후 <도전! 수퍼모델 코리아> 역시 트렌디한 기획력으로 시즌 5까지 성공적으로 이끌어내며, 모델과 패션 비즈니스의 저변 확대에 기여하고, 대중들에게 긍정적인 효과를 전달했다는 높은 평가를 받았다.
2010년부터는 에스팀 소속 모델들이 해외 언론의 주목을 받기 시작했다. 수주, 박성진은 세계적 모델 랭킹 사이트 ‘모델스 닷컴’에서 서울을 대표하는 모델로 선정된 바 있으며, 노마한은 핫 리스트에 진입, 김도진, 류완규, 민준기, 테이는 USA보그에서 세계적으로 파급력 있는 한국 남자모델로 선정된 바 있다. 또 김진경, 정호연, 진정선은 ‘보그닷컴’에서 뽑은 올해의 베스트 스트릿 스타일에 오르기도 했다.
이벤트 기획 분야의 에스팀 웍스는 에스팀 설립과 동시에 글로벌 패션 브랜드 행사 기획 및 제작, 연출, 홍보까지 종합적인 솔루션을 통해 완성도 높은 이벤트 보여줬다. 그 결과, 2013년에는 서울패션위크 전체 프로덕션을 담당했으며, 2016년부터 업계 최초 ‘제너레이션 넥스트 서울’을 운영하며, 패션 전문 프로덕션으로 국내에 명실 상부 자리매김 했다.
2014년에는 패션 비즈니스에 대한 폭 넓은 안목과 경험을 바탕으로 글로벌 디자이너 육성을 목적으로 하는 국내 최초 디자이너 매니지먼트 사업부 ‘믹샵’을 론칭했다. 국내 신진 패션 디자이너를 발굴하여 브랜드 컨설팅, 쇼룸 비즈니스를 통한 해외 진출의 기회를 제공하며, 세계적인 스타 디자이너로 발돋움 할 수 있는 발판을 마련하고 있다.
에스팀 소속 모델들의 방송 활동이 늘어남에 따라, 2015년 3월에는 에스팀 엔터테인먼트를 설립해 방송, 영화, CF 등 본격 연예 활동에 대한 매니지먼트를 시작했다. 에스팀 TV를 오픈해 웹 드라마, 웹 예능 등 자체 프로그램을 기획 및 제작하여 엔터테이너로서의 판로를 늘렸다.
글로벌 시장에서의 더욱 큰 시너지 효과를 위해 2015년 12월에는 SM엔터테인먼트와 전략적 제휴를 체결했다. 이를 바탕으로, 2017년에는 SM엔터테인먼트와 파트너십 기반의 인플루언서 매니지먼트 회사 ‘스피커’를 오픈 했다. 스피커는 패션, 뷰티, 아트, 라이프 스타일 등에서 두각을 나타내는 인플루언서를 발굴하고 인큐베이팅하는 ‘인플루언서 비즈니스’팀, 브랜드 컨설팅과 비주얼 디렉팅 및 콘텐츠 제작을 담당하는 ‘콘텐츠 비즈니스’팀, 콘텐츠 아트 워크와 디자인 관련 상품을 개발하는 ‘디자인 비즈니스’팀으로 구성되어 있다. 현재 제품디자이너 김충재, 그래픽 디자이너 차인철, 패션 디자이너 박승건, 셰프 박성우, 필라테스 강사 오드리 등 다양한 영역에서 활동하고 있는 인플루언서가 소속되어 있다.
뿐만 아니라, 2018년 1월에는 업계 유일의 아티스트 전문 에이전트 ‘믹스테이지를’ 오픈. 포토그래퍼, 비디오그래퍼, 스타일리스트, 헤어 스타일리스트, 메이크업 아티스트, 일러스트레이터 등 패션 분야의 아티스트를 전속으로 매니지먼트 하고 있다. 또한 업계 최초 아티스트 콜라보레이션 어플리케이션을 통해 에스팀 모델과의 협업, 브랜드 작업, 디자인 공모전 등 다양한 프로젝트를 열어 각 분야의 아티스트들이 교류하고 활발한 작업을 할 수 있도록 플랫폼을 운영하고 있다.
㈜에스팀은 현재 모델, 엔터테이너, 아티스트, 인플루언서에 이르기까지 총 170여명이 소속되어 있으며, 90여명의 임직원들이 이들과 함께 패션쇼, 전시회, 컬쳐 프로젝트 및 뉴 미디어 콘텐츠 제작에 힘쓰며, 새로운 트렌드를 만들어가고 있다.

## 소속 아티스트
|                      | 여자 | 남자 |
| -------------------- | --- | --- |
| 에스팀 모델          | 강남주 · 강서진 · 고소현 · 곽지영 · 김규리 · 김나래 · 김다영 · 김로사 · 김민정 · 김성희 · 김세희 · 김승희 · 김예은 · 김원경 · 김은서 · 김예빈 · 김은해 · 김이현 · 김주연 · 김주현 · 김지호 · 라라 · 메이 · 문규 · 박귀애 · 박민영 · 박서희 · 박세라 · 박슬기 · 박은혜 · 박지혜 · 박태선 · 박혜진 · 백지원 · 서유진 · 석일명 · 선혜영 · 송해인 · 수주 · 아만다유 · 아이린 · 안나 · 안수현 · 안아름 · 양윤영 · 유지안 · 윤소정 · 이선정 · 이유리· 이유진 · 이주하 · 이지민 · 이채령 · 이혜승 · 임다비 · 장수임 · 전은주 · 정하영 · 정호연 · 주선영 · 지현정 · 진정선 · 징징유 · 차수민 · 천예슬 · 최지혜 · 퐁리 · 한경현 · 허지원 · 홍지수 · 황기쁨 · 황세온 · 황정원 | 강동혁 · 강창모 · 공도유 · 구경모 · 김도진 · 김동욱 · 김성엽 · 김세빈 · 김승환 · 김진곤 · 김현호 · 노마한 · 류완규 · 민준기 · 박상혁 · 박재홍 · 백성철 · 백준영 · 안승준 · 안톤 · 양준형 · 여인혁 · 우현재 · 유리 · 윤정민 · 윤정재 · 윤준협 · 이명관 · 이범준 · 이선기 · 이세한 · 이재무 · 이현신 · 이호경 · 이희수 · 임지섭 · 정현태 · 조민호 · 조성준 · 주노 · 천진호 · 최성진 · 케이주 후루야 · 최민혁 · 태은 · 태이 · 토비 · 허재민 · 황준영 |
| 에스팀 엔터테인먼트  | 안현모 · 고원혜 · 김현주 · 류아벨 · 문주연 · 송경아 · 송해나 · 오다예 · 이현이 · 이혜영 · 장윤주 · 채정안 · 한성민 · 한혜연 · 한혜진 · 아이키 | 고민성 · 김승환 · 김종훈 · 모그 · 박세진 · 박재민 · 박종혁 · 이철우 · 이호연 · 정혁 · 정재호 · 차치응 · 태이 · 허지웅 · 허웅 · 허훈 · 지석진 |
| 믹스테이지           | 강국화 · 김석원 · 목나정 · 손정민 · 오주연 · 이나겸 · 장혜연 · 정수연 | 강성도 · 강현진 · 김보성 · 김영훈 · 배재민 · 보스코노 · 보이윤 · 석희운 · 섭섭 · 송인탁 · 연누리 · 유재창 · 이든 · 이세형 · 이준성 · 이필성 · 잭 |
| 스피커               | 김지현 · 나난 · 두앙 · 신모래 · 오드리 · 오지영 · 이언정 · 이진영 · 최미애 · 홍지희 | 김건주 · 김상우 · 김세동 · 김종완 · 김충재 · 레이든 · 마르코 · 박성우 · 박성진 · 박승건 · 박태일 · 송진영 · 신동헌 · 양승진 · 윤찬 · 이덕형(DHL) · 정승민 · 정태양 · 차인철 |
| 에스바인엔터테인먼트 | | JxR(유리 · 백진) |

## 사업분야

#### ESteem
㈜에스팀은 에스팀 웍스, 모델, 엔터테인먼트, 스피커 등 각 사업 부문의 지주사로서 그룹 경영 전반에 필요한 재무, 회계, 인사, 법무 업무를 비롯하여 각 사 및 소속 아티스트에 대한 홍보, 광고, 콘텐츠 비즈니스, 브랜드 파트너십 등의 전략적인 마케팅 활동을 지원하고 있다. 또한, SM엔터테인먼트 등 협력사와의 협업 및 각종 신규 사업을 기획하고 진행한다.

#### ESteem Model
에스팀 모델은 국내외 최정상 패션모델 전문 매니지먼트와 차세대 모델 발굴 및 양성을 목표로 한다. 패션스튜디오의 전문 팀들은 패션쇼, 매거진, 이벤트, 브랜드 캠페인 등 패션, 뷰티와 관련한 다양한 이벤트와 콘텐츠 제작을 통해 소속 모델들이 활발하게 활동할 수 있도록 관리하고 지원한다. 또, 글로벌 매거진 촬영, 해외 컬렉션, 글로벌 브랜드 엠버서더 활동 등의 해외 진출 기회 또한 적극적으로 모색하고 제공한다. 동시에, 패션 전문 아카데미인 이스튜디오에서는 체계적인 트레이닝과 인큐베이팅 프로그램으로 적극적으로 신인 모델을 발굴하고 육성한다.

#### ESteem ENT
에스팀 엔터테인먼트는 방송인, 연기자 등 연예 활동을 전문적으로 매니지먼트한다. 드라마, 영화, 방송, 예능 등 각 분야별로 나누어 전문성을 높이고 있으며, 아티스트들의 특성에 맞춰 개인의 재능에 특화된 활동을 도모한다. 또한, 웹 드라마, 웹 예능 등 자체 영상 콘텐츠를 제작하고 있으며, 독립영화, TV 프로그램 등 다수의 채널 및 새로운 플랫폼과의 협업을 통해 다양한 프로젝트들도 함께 진행한다.

#### ESteem Works
에스팀 웍스는 대규모 패션 이벤트, 전시 및 글로벌 패션 프로젝트 기획 및 제작, 연출, 홍보까지 종합적인 솔루션을 통해 완성도 높은 이벤트를 보여주고 있는 패션 전문 프로덕션이다. 에르메스, 샤넬, 구찌, 펜디 등 해외 브랜드부터 국내 브랜드, 그리고 서울시가 주최하는 패션쇼 및 행사 등을 기획하고 운영하며, 공공행사 및 지원사업도 진행하고 있다.

#### Mixcon
믹스콘은 엔터테인먼트를 기반으로 웰메이드 드라마와 영화, 공연, 팟캐스트 그리고 복합 장르물까지 다양한 콘텐츠를 생산하는 미디어 제작사이다. 에스팀 소속 아티스트들의 잠재적 매력이 드러나는 기획 제작물부터 트렌디하고 소장 가치 높은 영상을 제작할 뿐만 아니라, 모바일 플랫폼을 통해 원하는 키워드로 맞춤형 영상을 찾는 ‘디지털 네이티브’ 세대가 공감할 수 있는 콘텐츠를 제공한다.

#### Mixtage
믹스테이지는 업계 유일의 아티스트 전문 에이전트로, 국내에서 활동하는 포토그래퍼, 비디오그래퍼, 스타일리스트, 헤어 스타일리스트, 메이크업 아티스트, 일러스트레이터, 작가 등 젊은 크리에이터들과 아티스트들이 패션, 뷰티 및 아트 등의 다양한 분야에서 개인의 역량을 발휘하고 탄탄한 경력을 쌓을 수 있도록 업무 기회를 제공한다. 특히, 업계 최초로 출시한 아티스트 콜라보레이션 애플리케이션을 통해 각 분야의 아티스트들이 서로의 포트폴리오를 손쉽게 공유하고, 그 안에서 서로 협업할 수 있는 자리를 마련하고 있다.

#### Speeker
에스팀과 SM엔터테인먼트와의 파트너십을 기반으로 설립된 스피커는 패션, 뷰티, 아트, 컬쳐 및 라이프스타일 등의 분야에서 두각을 나타내며 영향력을 행사하는 인물을 발굴하고 인큐베이팅하는 국내 유일의 인플루언서 매니지먼트이다. ‘인플루언서 비즈니스’팀은 다양한 분야의 인플루언서들이 새로운 문화와 트렌드를 개인만의 독창적인 시각으로 이끌어 갈 수 있도록 개인 브랜딩 개발과 활동을 지원한다. 또한, 디자이너/브랜드 컨설팅과 비주얼 디렉팅 및 콘텐츠 제작을 담당하는 ‘콘텐츠 비즈니스’, 콘텐츠 아트 워크와 디자인 관련 상품을 개발하는 ‘디자인 비즈니스’, 그리고, 국내의 신진 디자이너를 컨설팅하고 비즈니스를 지원하는 ‘디자이너 매니지먼트’ 업무를 제공한다.